# Brad Staubitz
Brad Staubitz (né le 28 juillet 1984 à Edmonton, dans la province de l'Alberta au Canada) est un joueur professionnel canadien de hockey sur glace.

## Carrière de joueur

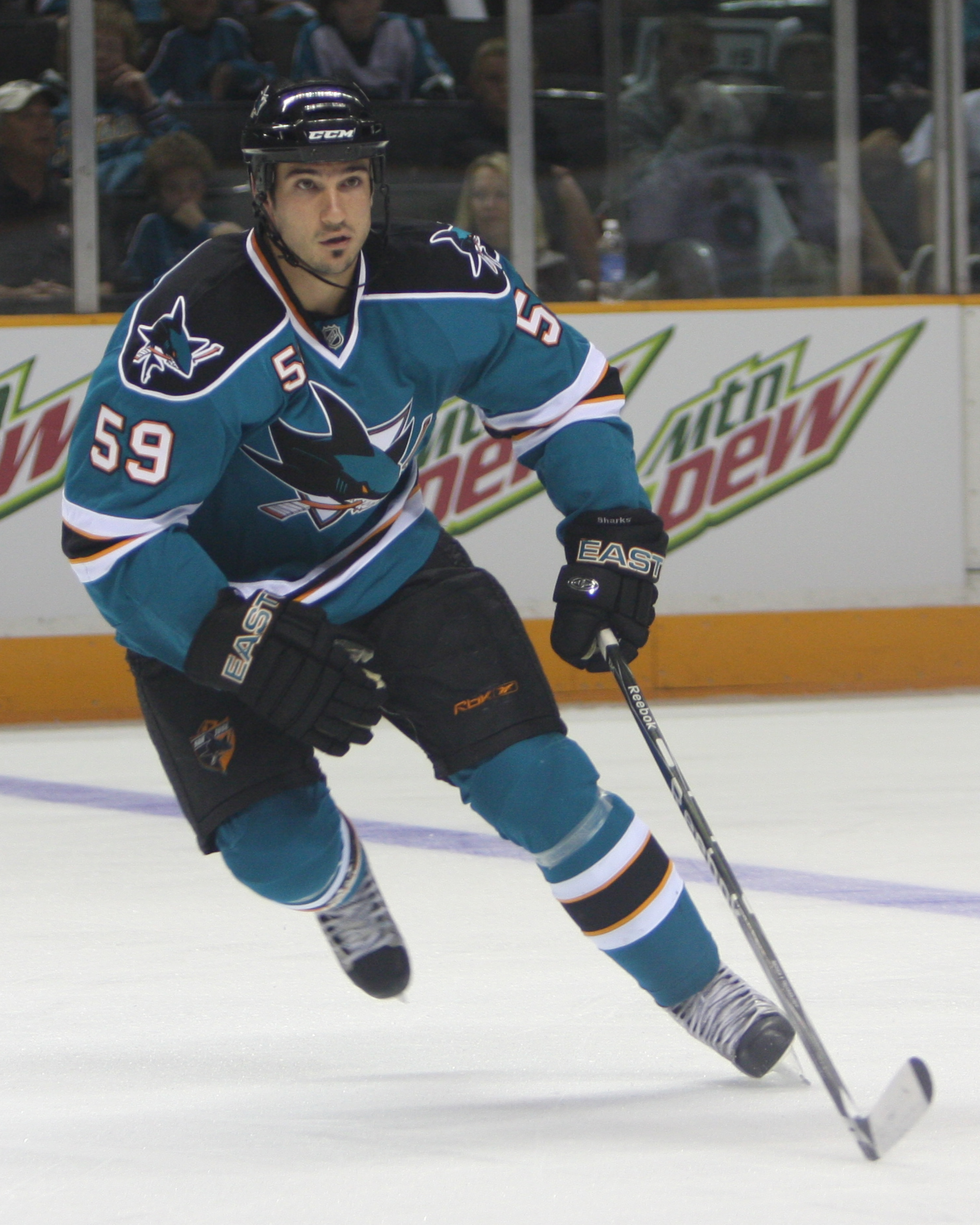
Brad Staubitz chez les Sharks de San José en 2009.

Défenseur robuste qui a évolué lors de quatre saisons dans la Ligue de hockey de l'Ontario avec les Greyhounds de Sault-Sainte-Marie. Il a signé en septembre 2005, un contrat avec les Sharks de San José. Il s'est par la suite aligné avec les Barons de Cleveland de la Ligue américaine de hockey. Après deux saisons dans la LNH avec les Sharks, il est échangé au Wild du Minnesota au cours de l'été 2010. C'est lors de son passage chez les professionnels que Brad devient ailier plutôt que défenseur[réf. nécessaire].
Le 16 novembre 2013, il est échangé avec Peter Holland aux Maple Leafs de Toronto pour Jesse Blacker et deux choix au repêchage de 2014.

## Statistiques
| Saison     | Équipe                           | Ligue      |     | Saison régulière | Saison régulière | Saison régulière | Saison régulière | Saison régulière |   | Séries éliminatoires | Séries éliminatoires | Séries éliminatoires | Séries éliminatoires | Séries éliminatoires |
| Saison     | Équipe                           | Ligue      | PJ  | B                | A                | Pts              | Pun              | PJ               | B | A                    | Pts                  | Pun                  |                      |                      |
| 2001-2002  | Greyhounds de Sault-Sainte-Marie | LHO        | 45  | 0                | 3                | 3                | 46               | 3                | 0 | 0                    | 0                    | 2                    |                      |                      |
| 2002-2003  | Greyhounds de Sault-Sainte-Marie | LHO        | 55  | 2                | 6                | 8                | 116              | 4                | 0 | 0                    | 0                    | 7                    |                      |                      |
| 2003-2004  | Greyhounds de Sault-Sainte-Marie | LHO        | 66  | 6                | 18               | 24               | 140              | -                | - | -                    | -                    | -                    |                      |                      |
| 2004-2005  | Greyhounds de Sault-Sainte-Marie | LHO        | 40  | 2                | 11               | 13               | 101              | -                | - | -                    | -                    | -                    |                      |                      |
| 2004-2005  | 67's d'Ottawa                    | LHO        | 30  | 5                | 8                | 13               | 80               | 21               | 4 | 16                   | 20                   | 70                   |                      |                      |
| 2005-2006  | Barons de Cleveland              | LAH        | 71  | 0                | 6                | 6                | 245              | -                | - | -                    | -                    | -                    |                      |                      |
| 2006-2007  | Sharks de Worcester              | LAH        | 51  | 1                | 4                | 5                | 137              | 5                | 0 | 0                    | 0                    | 13                   |                      |                      |
| 2007-2008  | Sharks de Worcester              | LAH        | 73  | 6                | 14               | 20               | 195              | -                | - | -                    | -                    | -                    |                      |                      |
| 2008-2009  | Sharks de Worcester              | LAH        | 38  | 0                | 5                | 5                | 130              | 10               | 0 | 2                    | 2                    | 15                   |                      |                      |
| 2008-2009  | Sharks de San José               | LNH        | 35  | 1                | 2                | 3                | 76               | -                | - | -                    | -                    | -                    |                      |                      |
| 2009-2010  | Sharks de San José               | LNH        | 47  | 3                | 3                | 6                | 110              | -                | - | -                    | -                    | -                    |                      |                      |
| 2010-2011  | Wild du Minnesota                | LNH        | 71  | 4                | 5                | 9                | 173              | -                | - | -                    | -                    | -                    |                      |                      |
| 2011-2012  | Wild du Minnesota                | LNH        | 43  | 0                | 0                | 0                | 73               | -                | - | -                    | -                    | -                    |                      |                      |
| 2011-2012  | Canadiens de Montréal            | LNH        | 19  | 1                | 0                | 1                | 48               | -                | - | -                    | -                    | -                    |                      |                      |
| 2012-2013  | Ducks d'Anaheim                  | LNH        | 15  | 1                | 1                | 2                | 41               | -                | - | -                    | -                    | -                    |                      |                      |
| 2013-2014  | Admirals de Norfolk              | LAH        | 6   | 0                | 0                | 0                | 10               | -                | - | -                    | -                    | -                    |                      |                      |
| 2013-2014  | Marlies de Toronto               | LAH        | 48  | 2                | 2                | 4                | 116              | -                | - | -                    | -                    | -                    |                      |                      |
| 2014-2015  | EV Landshut                      | DEL2       | 22  | 0                | 6                | 6                | 101              | 6                | 0 | 1                    | 1                    | 22                   |                      |                      |
| Totaux LNH | Totaux LNH                       | Totaux LNH | 230 | 10               | 11               | 21               | 521              | -                | - | -                    | -                    | -                    |                      |                      |

## Transactions en carrière
- 19 septembre 2005 : signe un contrat comme agent libre avec les Sharks de San José[3].
- 21 juin 2010 : échangé au Wild du Minnesota par les Sharks de San José en retour d'un choix de 5e ronde lors du repêchage d'entrée dans la LNH en 2010[4].
- 27 février 2012 : réclamé au ballottage par les Canadiens de Montréal[5]